# Alte Kanalbrücke Minden
Die Alte Kanalbrücke Minden am Wasserstraßenkreuz Minden der ostwestfälischen Stadt Minden in Nordrhein-Westfalen führt den Mittellandkanal über die Weser. Sie ist einer der wenigen Fälle, in denen eine Bundeswasserstraße eine andere überbrückt. Seit 1998 ist eine breitere, unmittelbar nördlich der alten Kanalbrücke errichtete zusätzliche neue Brücke in Betrieb.

## Lage

Die Alte Kanalbrücke Minden überspannt das Tal der Weser bei der Stadt Minden und gehört zum Wasserstraßenkreuz Minden. Südlich und nördlich des Mittellandkanals und damit auf dem östlichen bzw. westlichen Weserufer ist über ein Schleusensystem der Auf- bzw. Abstieg vom 13,3 Meter höher gelegenen Mittellandkanal in die Weser und umgekehrt durchführbar.
Während der Mittellandkanal die Ostwestfahrt vom Rhein bis nach Berlin und weiter nach Osteuropa ermöglicht, können Schiffe auf der gestauten Mittelweser die norddeutschen Bremer Häfen und Bremerhaven sowie über den Elbe-Seitenkanal auch den Hamburger Hafen erreichen. Durch den Ausbau auf Großmotorgüterschiffe entsteht ein Hinterlandhafen für den Seeverkehr, der mit dem Containerhafen RegioPort OWL und dem Containerhafen im Industriehafen einen trimodalen Hub und fahrplanmäßigen Liniendienst erlaubt.
Die Alte Kanalbrücke liegt am Mittellandkanal und gehört zum norddeutschen Tiefland. Der Mittellandkanal nutzt diese Ebene nördlich der deutschen Mittelgebirge für einen Schifffahrtsweg mit geringen Höhenunterschieden. Die Alte Kanalbrücke liegt auf 49 Metern über NHN nördlich der Stadt Minden, Industriegebiete und die Häfen von Minden liegen östlich und westlich der Alten Kanalbrücke am Kanal.

## Geschichte
Der Bau der Kanalbrücke begann im August 1911, nachdem der preußische Ministerialbeamte Leo Sympher die Linienführung des Mittellandkanals festgelegt hatte. Nach 33-monatiger Bauzeit unter Leitung der Ingenieure Heinrich Küster und Gereke wurde sie am 25. Mai 1914 erstmals mit Wasser gefüllt. Gleichzeitig entstanden am Wasserstraßenkreuz Minden das Hauptpumpwerk, die Schachtschleuse mit dem Verbindungskanal Nord zur Weser sowie der Abstiegshafen und die Obere Schleuse mit dem Verbindungskanal Süd zur Weser und dem Hafenbecken I des Industriehafens.
Im Zweiten Weltkrieg war die Alte Kanalbrücke mit dem Wasserstraßenkreuz Ziel von Luftangriffen. Daher wurde die Brücke mit Sperrballons geschützt, die Fliegerangriffe behindern sollten. Beim Angriff am 26. Oktober 1944 wurde die Kanalbrücke selbst nicht getroffen, aber der Damm des Mittellandkanals östlich der Brücke. Das Wasser lief zwischen den Sperrtoren in Hahlen und Beerenbusch aus und ergoss sich in das tiefer gelegene Gelände. Einige Schleppkähne wurden mitgerissen, einer davon wurde noch eine Zeit lang als Wohnschiff genutzt. Im tief gelegenen Schutzbunker der Kistenfabrik Gebrüder Busch ertranken 73 Arbeiter.
In der Endphase des Krieges wurde am 4. April 1945 die wasserlose Brücke von den auf das östliche Ufer zurückweichenden deutschen Truppen gesprengt. Dadurch stürzten die beiden Strombögen in die Weser und der Hauptpfeiler wurde beschädigt. Der Kanal war schon durch den zerstörten Damm östlich der Alten Kanalbrücke wasserlos, sodass es zu keiner Überflutung kam. Die Weser wurde von den im Wasser liegenden Trümmern aufgestaut und floss durch die Flutbögen. Um diesen Wasserdruck zu kanalisieren und eine Notdurchfahrt für die Weserschifffahrt zu ermöglichen, wurde ein Umflutkanal durch die westlich vorgelagerten, stehen gebliebenen Flutbögen gegraben. Dadurch war es möglich, den Schiffsverkehr auf der Weser wiederherzustellen. Die Schifffahrt wurde nach dem Abdichten der Bruchstelle der Brücke auch auf dem Mittellandkanal mithilfe des Nord- und Südabstiegs wiederaufgenommen.
Der Wiederaufbau der zerstörten Brücke begann im Frühjahr 1947, es wurde dazu Stahlbeton verwendet. Am 18. Februar 1949 wurde die instand gesetzte Kanalbrücke über die Weser dem Verkehr erneut übergeben. Reste des Umflutkanals wurden jahrzehntelang als Marina genutzt.
Beim Wiederaufbau der Brücke wurden am westlichen Ufer der Weser die Treppenbauten weggelassen. 
Die Brücke steht seit 1987 in der Denkmalliste der Stadt Minden und ist damit als Baudenkmal klassifiziert.

## Technik

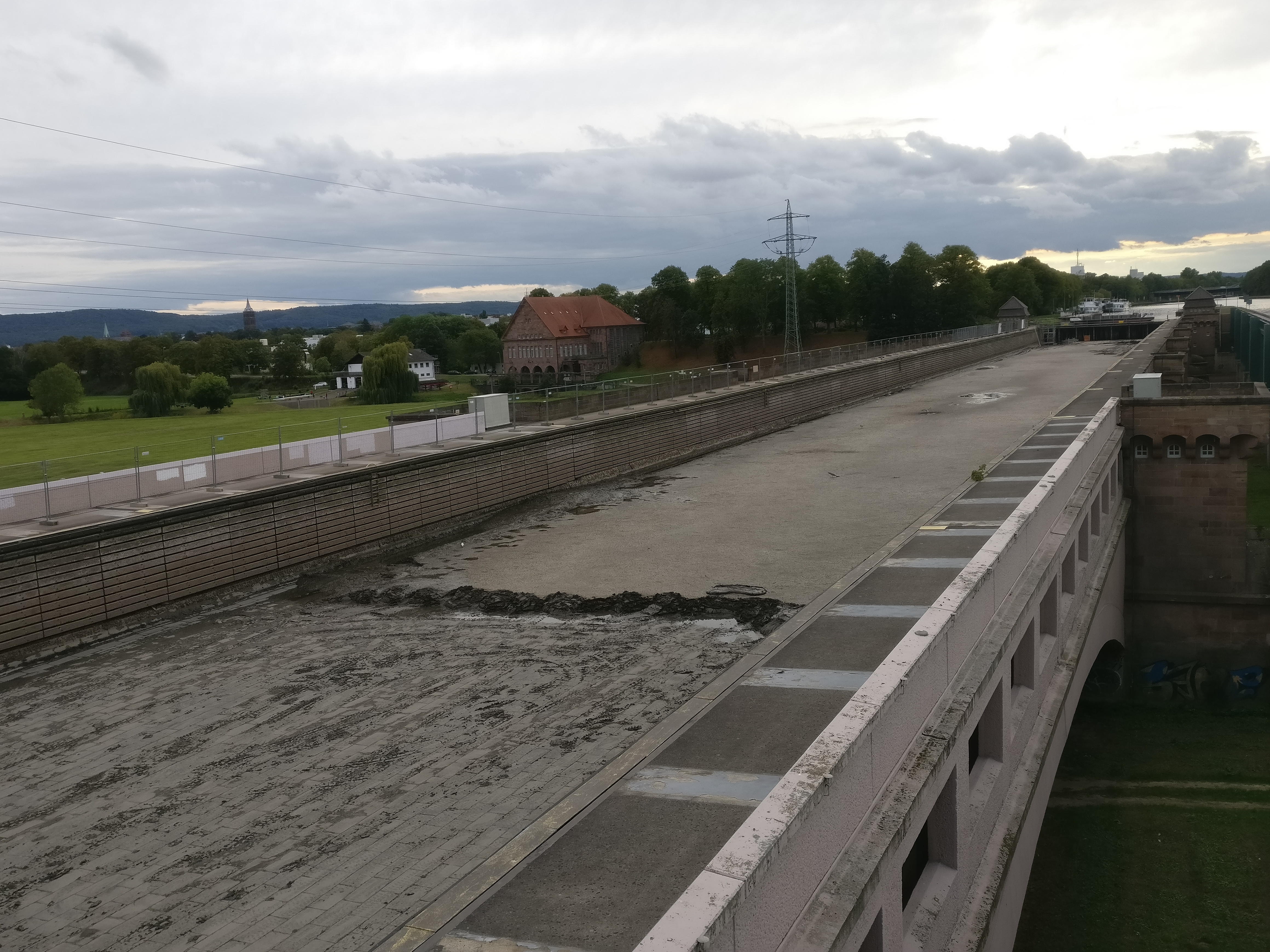
Zu Wartungsarbeiten geleerte Kanalbrücke (2020)

Die Alte Kanalbrücke ist 370 Meter lang. Sie wurde als Trogbrücke in massiver Bauweise in Stahlbeton erstellt und entsprechend der damaligen Architektur mit einer Verblendung aus Sandsteinquadern in historisierenden Formen versehen. Die Brücke überquert den Taleinschnitt in insgesamt acht Bögen. Dabei sind die Bögen als Dreigelenkbögen ausgestaltet und tragen so die Bau- und die Wasserlast.
Der eigentliche Wassertrog ist mit einer Asphaltpappe abgedichtet, die mit einer zwei Millimeter dicken Bleihaut vor Ankerwurf usw. geschützt ist. Darüber befindet sich eine 10 Zentimeter dicke Tonschicht, die wiederum durch 10 Zentimeter dicke Stahlbetonplatten geschützt wird. Die Seitenwände des Troges sind zum Schutz gegen Kollisionen mit einer Schutzwand aus Holz versehen. Mit Wasser gefüllt wiegt die Brücke etwa 24.000 Tonnen. Der Brückentrog der alten Brücke hat eine Wasserspiegelbreite von 24 Metern und eine Wassertiefe von 3 Metern.
Seitlich des Troges verläuft auf den Seitenteilen der Brücke ein Betriebsweg. Er ist etwa 2,70 Meter breit und kann zu Fuß auf eigene Gefahr genutzt werden; eine Überquerung auf dem Fahrrad ist nicht zulässig. Zur Sichtung des Trogs gibt es im Seitenteil der Brücke einen weiteren Dienstweg, der durch Maueröffnungen Licht erhält. Er war lange öffentlich zugänglich, ist aber inzwischen für die Öffentlichkeit gesperrt. Des Weiteren existieren unter dem Trog mehrere Wartungsgänge; sie dienen der Kontrolle der Fugen.
Die Kanalbrücke überspannt die Weser mit zwei Strombögen. Die Schifffahrt auf der Weser nutzt den östlichen der beiden Bögen, der andere wird bei normalem Wasserstand kaum von Wasser durchspült. Für den Hochwasserabfluss stehen sechs weitere Bögen zur Verfügung, sodass es auch bei extremem Hochwasser zu keinem Wasserstau kommen kann. Die sechs Flutöffnungen haben eine Stützweite von je 32 Metern und die zwei Stromöffnungen eine Stützweite von je 50 Metern. Beim höchsten schiffbaren Wasserstand (HSW) weist die Brücke eine Durchfahrtshöhe von 4,50 Metern sowie eine nutzbare Breite von 30 Metern auf. Verkleidet ist das Brückenbauwerk im Bereich der Pfeilersockel mit Basaltlava, während die Pfeilerköpfe, die Bogengänge, die Betriebswegbrüstungen und die Treppentürme mit rötlichen Sandsteinplatten aus der Rheinpfalz verkleidet sind.
Die Brückenlager am Ufer werden von quadratischen Türmen mit jeweils einem Treppenhaus flankiert.

## Tourismus
Das Wasserstraßenkreuz Minden und die Alte Kanalbrücke waren lange Zeit das einzige Bauwerk dieser Art; erst in den 1990er-Jahren wurde das Wasserstraßenkreuz Magdeburg nach Kriegszerstörungen wieder hergestellt. Daher wurden die Alte Kanalbrücke und das Wasserstraßenkreuz von einem Tourismuskonzept begleitet. Ab den 1950er-Jahren gab es zudem auf dem östlichen Ufer der Schachtschleuse eine Gaststätte und einen Parkplatz. Von hier aus konnte die Alte Kanalbrücke erwandert werden. Zudem fanden in der Gaststätte die in den 1970er-Jahren beliebten Hafenkonzerte statt. Auch war von hier aus der Zugang zur Weißen Flotte Minden möglich, die regelmäßig touristische Fahrten über das Wasserstraßenkreuz veranstaltete.
Nach dem Neubau der Weserschleuse Minden wurden diese touristischen Attraktionen auf die Westseite zur Ausstellungshalle des ehemaligen Wasserstraßen- und Schifffahrtsamtes Minden verlegt.

## Galerie

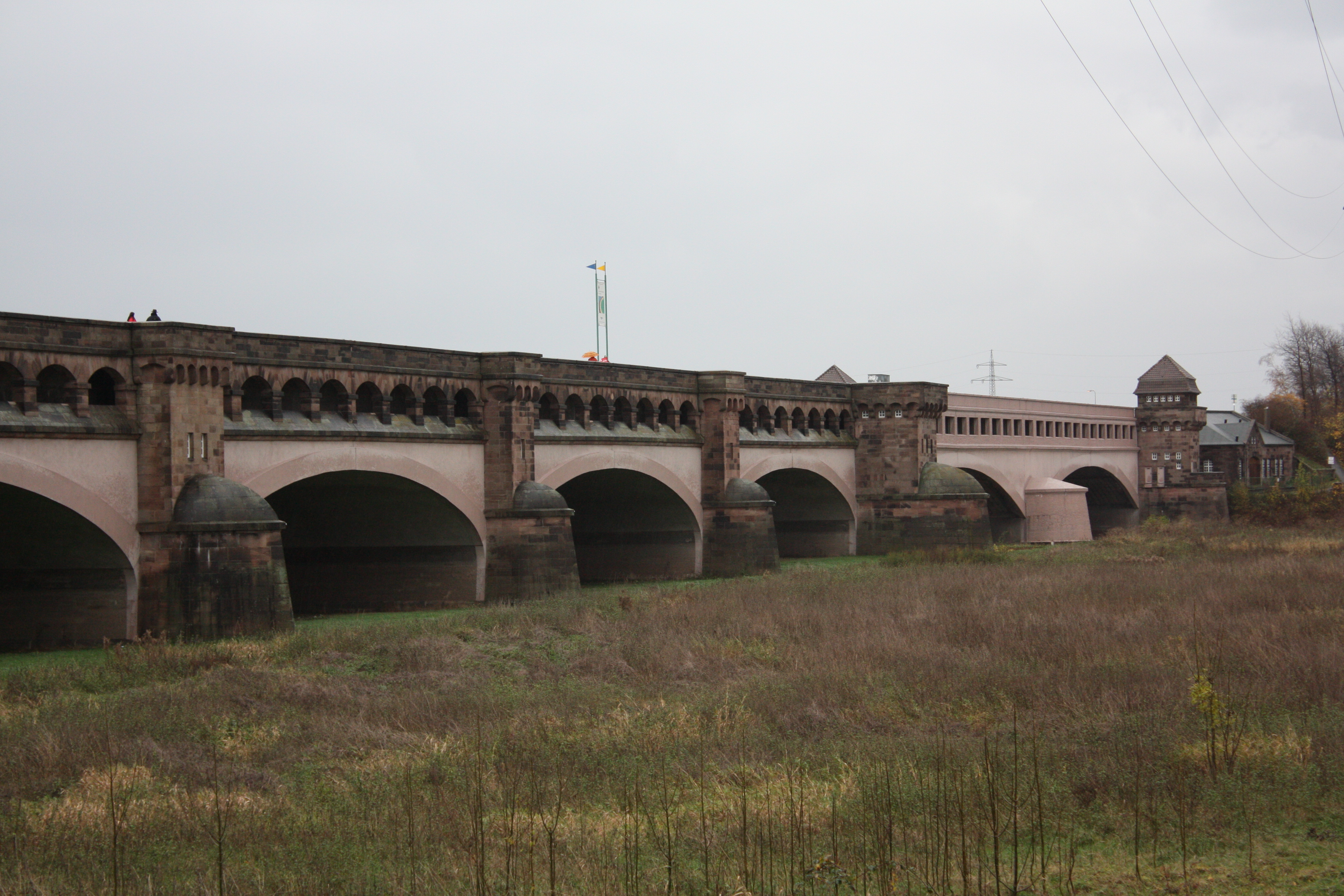
Alte Fahrt, zu sehen sind die (neueren) Strömungsbögen, sowie die (älteren) Bögen, die dem Hochwasserabfluss dienen. Im Hintergrund ist das Hilfspumpwerk zu sehen.
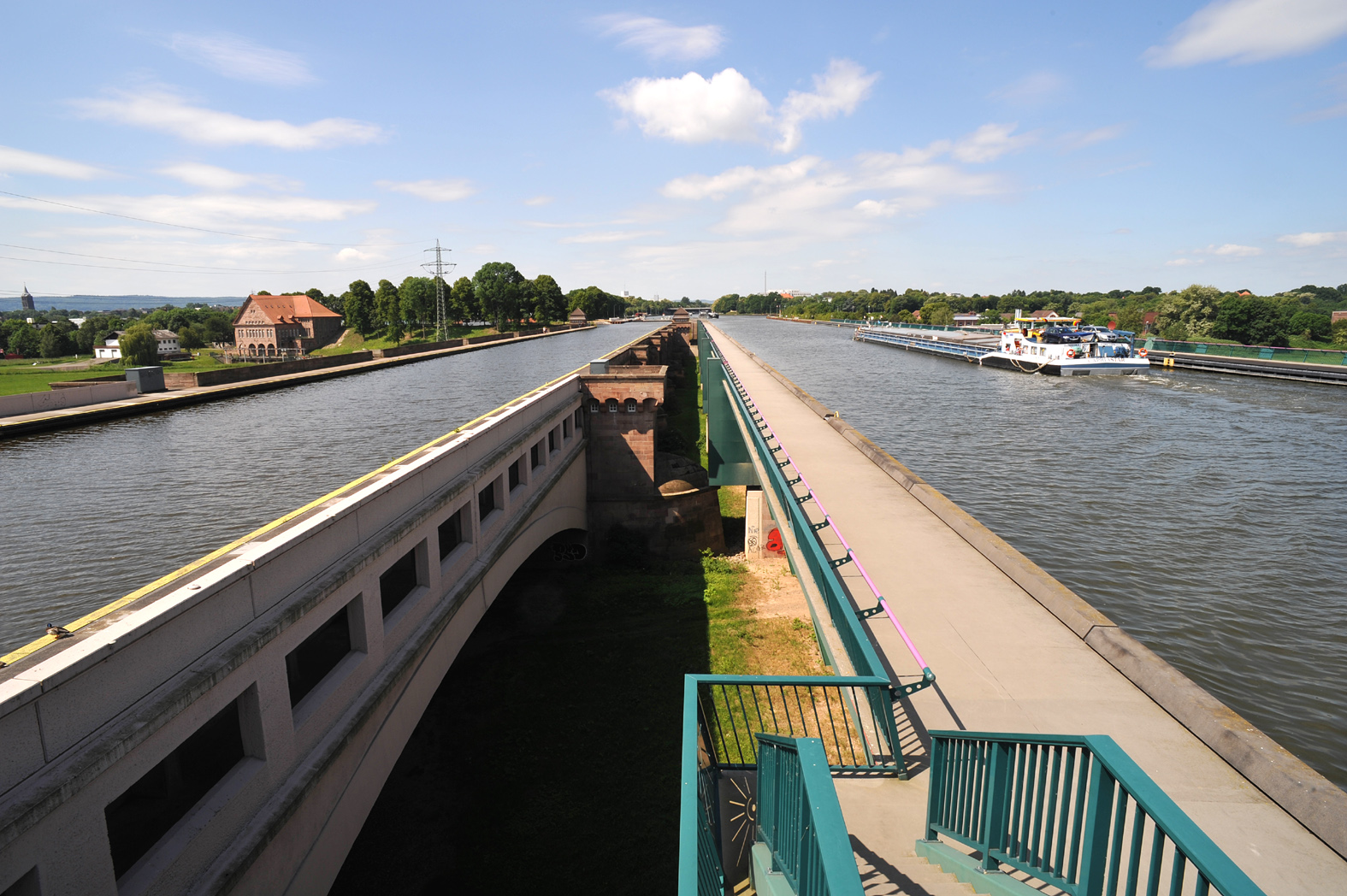
Troge der alten und neuen Fahrt nebeneinander von der Aussichtsplattform
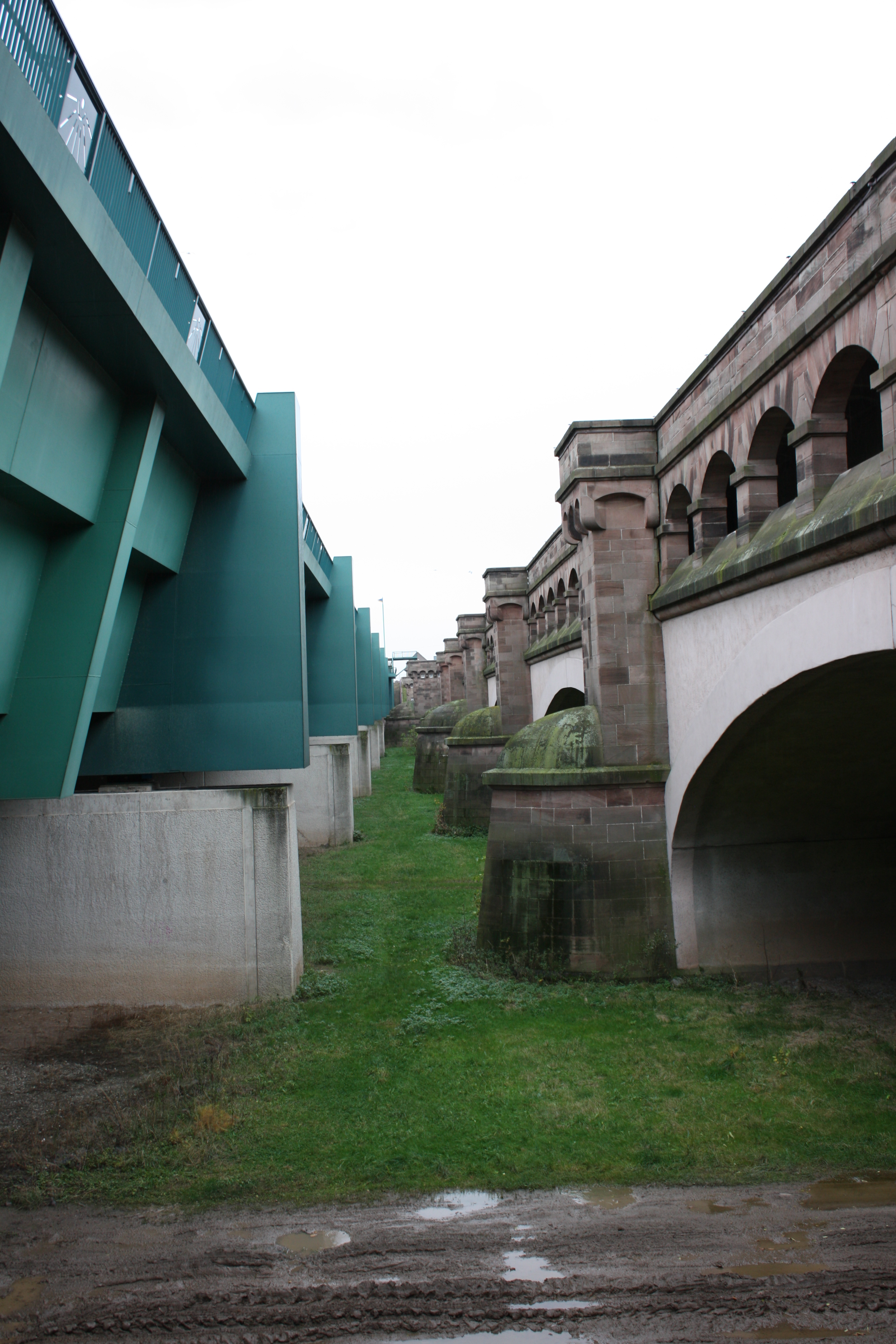
Alte und neue Fahrt von unten
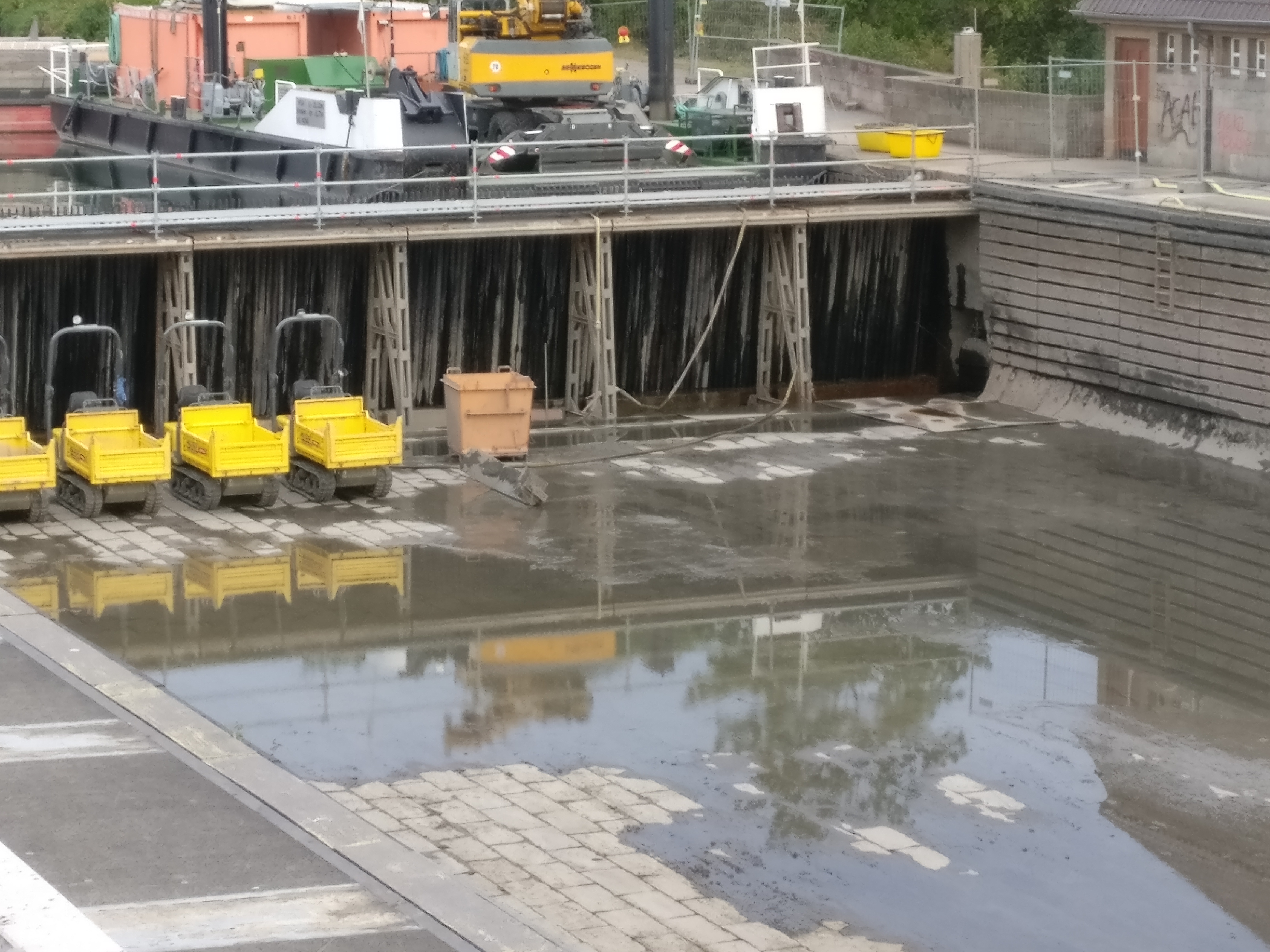
Geleerte alte Fahrt zur Wartung, zu sehen ist im rechten Bereich ein Ablaufventil zur Weser, um die Brücke zu Wartungszwecken zu leeren.
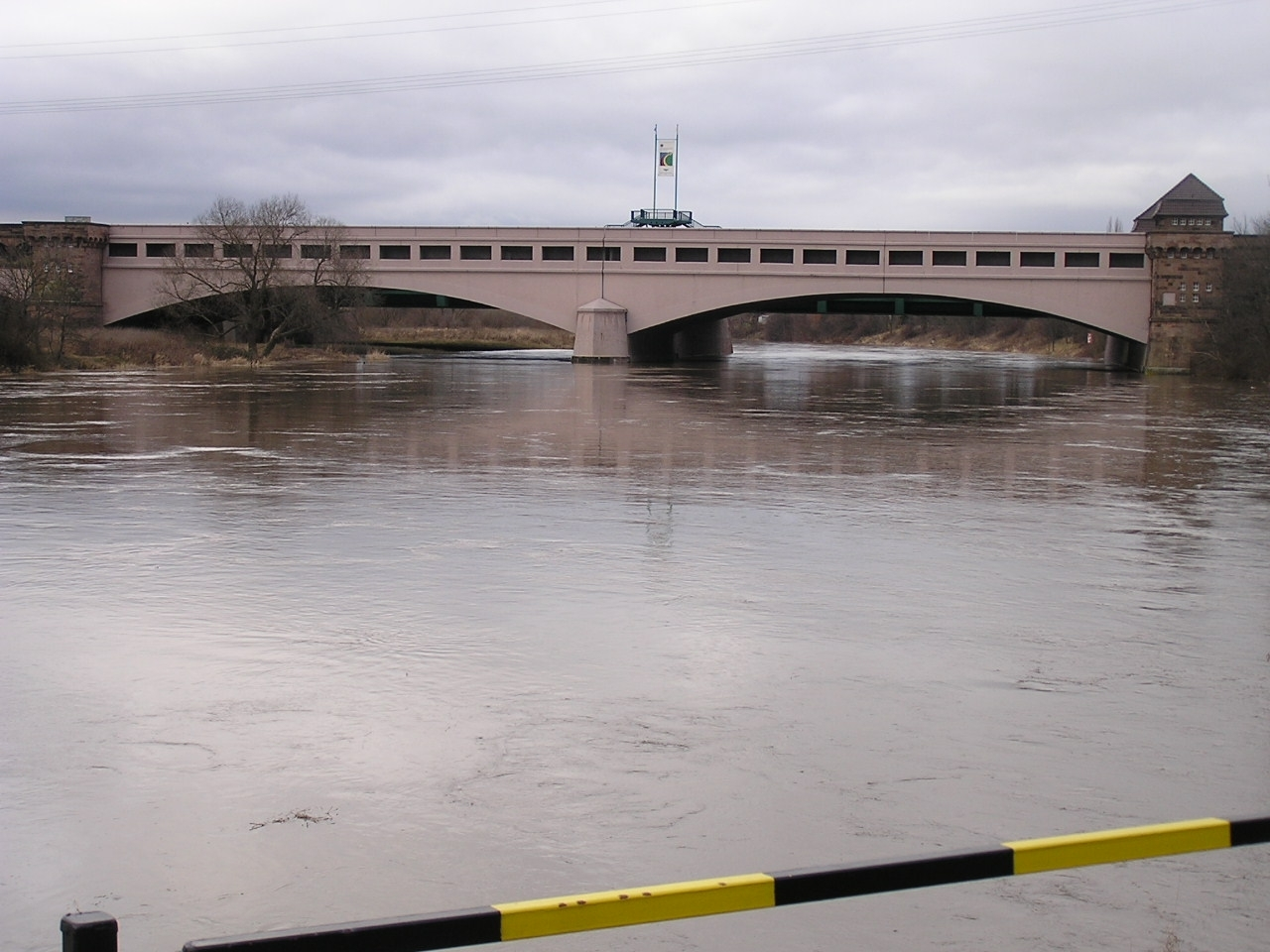
Schiffsdurchfahrt von Süden, im Hintergrund ist auch die neue Fahrt zu sehen.